# Marguerite d'Angleterre (1346-1361)
 (novembre 2017).
Pour les articles homonymes, voir Marguerite d'Angleterre (homonymie).
Titre
Comtesse de Pembroke
13 mai 1359 – 1er octobre / 25 décembre 1361
(environ 2 ans et demi)
Marguerite d'Angleterre (20 juillet 1346 - 1er octobre/25 décembre 1361) fut comtesse de Pembroke en tant qu'épouse de Jean de Hastings. Elle était une des filles d'Édouard III d'Angleterre et de Philippa de Hainaut.

## Biographie
Marguerite naît au château de Windsor. Elle passe son enfance avec son futur époux, Jean de Hastings. Marguerite et sa sœur Marie ne rendaient que de rares visites à leur famille et recevaient moins d'argent pour leur train de vie personnel (20 livres par an).

### Mariage
Marguerite devait d'abord épouser Albert III d'Autriche mais cette alliance matrimoniale fut rapidement abandonnée. Quelques années plus tard, elle fut fiancée à Jean de Châtillon, fils aîné du prétendant au trône de Bretagne Charles de Blois. Cet engagement fut annulé lorsque sa sœur Marie épousa Jean de Montfort, autre prétendant. 
Marguerite épouse Jean de Hastings le 13 mai 1359, la même semaine que son frère Jean de Gand épouse Blanche de Lancastre. 

### Mort
Marguerite tombe malade à l'automne 1361. Elle meurt avant le 25 décembre 1361. Sa sœur Marie l'a précédée dans la tombe de quelques semaines et les deux sœurs furent inhumées à l'abbaye d'Abingdon. La reine Philippa finança leur tombe et le roi Édouard fit construire des vitraux en leur honneur à Kings Langley. Marguerite n'eut aucun enfant de son mariage avec Jean de Hastings.